# Gracita Morales
María Gracia Morales Carvajal (Madrid, 11 de novembre de 1928 - Madrid, 3 d'abril de 1995), més coneguda com a Gracita Morales, va ser una actriu espanyola especialment recordada per la seva inconfusible veu atiplada.

## Biografia
Va néixer a Madrid l'11 de novembre de 1928. Gracita Morales era filla de l'empresari del Teatro Calderón. Tenia quatre germans, Ana María Morales Carvajal i Pepito Morales Carvajal, i va estar casada amb el pintor canari Martín Zerolo.
Va estudiar dansa clàssica i espanyola amb vocació però finalment es va orientar per la interpretació. Es va dedicar posteriorment al teatre, on va debutar als 20 anys com a meritòria en la companyia de Luis Peña i Josita Hernán. Treballaria posteriorment en les companyies de Antonio Vico, Catalina Bárcena, Ernesto Vilches i Tina Gascó.
Durant anys es va dedicar als escenaris, podent esmentar-se la seva participació en l'estrena de l'obra de Miguel Mihura Maribel y la extraña familia. Mesos després va interpretar el mateix personatge en la versió cinematogràfica de José María Forqué. El seu èxit en el teatre la va portar al cinema on va debutar en 1954, va tenir la seva època daurada en els 60 encapçalant cartells de pel·lícules al costat d'una jovencísima Rocío Dúrcal. Va començar la seva decadència artística en els 70. Va participar en gairebé un centenar d'obres, però és especialment recordada per les seves interpretacions en els films Atraco a las tres, Sor Citroën, Los Palomos, La ciudad no es para mí, Operación Cabaretera o ¡Cómo está el servicio!.
La van encasellar amb el pas del temps en el personatge de criada o "minyona" (juntament amb Rafaela Aparicio i Florinda Chico, "minyones del cinema espanyol"), on interpretava un estereotip entranyable, ingenu però voluntariós, que es caracteritzava per la seva veu atiplada i inconfusible. La qual no era més que una variació de la seva veu veritable. Com va dir Pedro Almodóvar d'ella, Gracita pertanyia «a la casta genial d'actors atípics que fan les coses d'una manera radicalment personal»
Al final de la seva vida professional, fatalment encasellada en un tipus molt concret de papers, es va córrer el rumor real que tenia problemes de memorització. Aquesta etapa es va caracteritzar per la falta de treballs i solament va poder aparèixer com a actriu secundària en un capítol de la sèrie d'Antena 3 Los ladrones van a la oficina.

## Vida personal
Es va casar amb el pintor Martín Zerolo el 26 de juny de 1960, qui va ser el seu únic marit. Es van conèixer a Canàries, l'any 1952, durant un ball i es van casar
després de vuit anys de festeig. La seva unió va durar deu anys. Ella va mantenir sempre que ell la va abandonar i va anar a París, deixant-la sola i amb grans problemes econòmics, mentre que la seva neboda Ana Carvajal va atribuir la separació a problemes de convivència provocats per la inestabilitat de la seva tia. La separació li va causar una gran commoció i la seva vida i el seu caràcter van canviar i per testimoniatges d'afins es diu que ella no va arribar a recuperar-se del tot. Un altre dels trets característics de la vida de l'actriu va ser el seu amor pels animals, especialment per la seva gosseta Lara, una caniche grisa. Va morir el 3 d'abril de 1995, als 66 anys, afligida d'una infecció respiratòria. Està enterrada en el Cementiri Sud de Madrid.

## Filmografia
- Canción triste de.. - 1988
- No, hija, no - 1987
- Desmadre matrimonial - 1987
- El donante - 1985
- Don Cipote de la Manga - 1985
- Mi amigo el vagabundo - 1984
- La de Troya en el Palmar - 1984
- Play-boy en paro - 1984
- El pico 2 - 1984
- La vendedora de ropa interior - 1982
- Adulterio nacional - 1982
- Donde hay patrón - 1978
- Nunca en horas de clase - 1978
- Las camareras - 1976
- Mi adúltero esposo - 1975
- Vuelve, querida Nati - 1975
- Dormir y ligar, todo es empezar - 1974
- Guapo heredero busca esposa - 1972
- La graduada - 1971
- Si fulano fuese mengano - 1971
- Me debes un muerto - 1971
- A mí las mujeres ni fu ni fa - 1970
- En un lugar de la Manga - 1970
- La casa de los Martínez - 1970
- Préstame quince días - 1970
- Cómo casarse en siete días - 1969
- Déle color al difunto - 1969
- El taxi de los conflictos - 1969
- Juicio de faldas - 1969
- Las panteras se comen a los ricos - 1969
- Matrimonios separados - 1969
- Pepa Doncel - 1969
- ¡Cómo está el servicio! - 1968
- Long play - 1968
- Mi marido y sus complejos - 1968
- Objetivo bi-ki-ni - 1968
- Crónica de nueve meses - 1967
- Cuarenta grados a la sombra - 1967
- Novios 68 - 1967
- Operación Mata Hari - 1967
- Pero ¿en qué país vivimos? - 1967
- Operación cabaretera - 1967
- Sor Citroën - 1967
- Una señora estupenda - 1967
- La ciudad no es para mí - 1966
- Nuevo en esta plaza - 1966
- Aquí mando yo - 1966
- Buenos días, condesita - 1966
- Despedida de casada - 1966
- Operación secretaria - 1966
- Algunas lecciones de amor - 1965
- Historias de la televisión - 1965
- Hoy como ayer - 1965
- La visita que no tocó el timbre - 1965
- Más bonita que ninguna - 1965
- Operación cabaretera - 1965
- Un vampiro para dos - 1965
- La chica del gato - 1964
- Casi un caballero - 1964
- Los Palomos - 1964
- Vacaciones para Ivette - 1964
- Tú y yo somos tres (1964)
- Cuatro bodas y pico - 1963
- El sol en el espejo - 1963
- Millonario por un día o El turista - 1963
- Atraco a las tres - 1962
- Solteros de verano - 1962
- Canción de juventud - 1962
- Chica para todo - 1962
- El grano de mostaza - 1962
- El sol en el espejo - 1962
- Escuela de seductoras - 1962
- Fin de semana - 1962
- La casta Susana - 1962
- La chica del gato - 1962
- Los guerrilleros - 1962
- Vamos a contar mentiras - 1962
- ¿Chico o chica? - 1962
- Vuelve San Valentín - 1962
- Diferente - 1961
- Abuelita Charleston - 1961
- Esa pícara pelirroja - 1961
- Mi noche de bodas - 1961
- Los pedigüeños - 1961
- Los que no fuimos a la guerra - 1961
- Siempre es domingo - 1961
- Prohibido enamorarse - 1961
- Tú y yo somos tres - 1961
- 091, policía al habla - 1960
- Maribel y la extraña familia - 1960
- Mi calle - 1960
- Navidades en junio - 1960
- Don Lucio y el hermano Pío - 1960
- La vida por delante - 1958
- Elena - 1954

## Teatre
- Mariquilla Terremoto, dels germans Álvarez Quintero - 1949
- La guerra empieza en Cuba, de Víctor Ruiz Iriarte - 1955
- La vida privada de mamá, de Víctor Ruiz Iriarte - 1956
- El príncipe durmiente, de Terence Rattigan - 1957
- Esta noche es la víspera, de Víctor Ruiz Iriarte - 1958
- Los tres etcéteras de Don Simón - José María Pemán - 1958
- Los extremeños se tocan, de Pedro Muñoz Seca - 1959
- Maribel y la extraña familia, de Miguel Mihura - 1959
- La feria de Cuernicabra, de Alfredo Mañas - 1959
- Tengo un millón, de Víctor Ruiz Iriarte - 1960
- El gato y el canario, de John Willard - 1960
- Aurelia y sus hombres, d'Alfonso Paso - 1961
- Las que tienen que servir, d'Alfonso Paso - 1962
- Los Palomos, d'Alfonso Paso - 1964
- Un paraguas bajo la lluvia, de Víctor Ruiz Iriarte - 1965
- Extraños en mi cama, de Dave Freeman - 1975
- Amando a Amanda - 1980
- Melocotón en almíbar, de Miguel Mihura - 1981
- Las mujeres sabias, de Molière - 1984
- El cianuro... ¿solo o con leche?, de Juan José Alonso Millán - 1985
- Don Juan Tenorio, de José Zorrilla - 1986
- Los caciques, de Carlos Arniches - 1987
- Cuéntalo tú que tienes más gracia, de Juan José Alonso Millán - 1989
- Anda mi madre, de Juan José Alonso Millán - 1990
- Ya tenemos chica, de Juan José Alonso Millán - 1991
- Cantando en primavera

## Premis
Medalles del Cercle d'Escriptors Cinematogràfics
| Any  | Categoria                | Pel·lícula               | Resultat   |
| ---- | ------------------------ | ------------------------ | ---------- |
| 1961 | Millor actriu secundària | Conjunt de la seva labor | Guanyadora |